# Список населённых пунктов Угличского района
Список населённых пунктов Угличского района Ярославской области России.
Административный центр — город Углич, который имеет статус города областного значения и не входит в район, но является составной частью одноимённого Угличского муниципального района.

## А
- Абатурово — деревня
- Авдотьино — деревня
- Аверинская — деревня
- Александровка — деревня
- Алексеево — деревня
- Алексино — деревня
- Алексино — деревня
- Алексино — деревня
- Алтыново — посёлок
- Андреевка — деревня
- Андрейцево — деревня
- Антухово — деревня
- Архангельское — село
- Астафьево — деревня

## Б
- Бабаево — деревня
- Базыково — деревня
- Баренцево — деревня
- Баскачево — деревня
- Баскачи — деревня
- Басовка — посёлок
- Бастыли — деревня
- Баушовка — деревня
- Белоусово — деревня
- Березники — деревня
- Березники — деревня
- Богатиново — деревня
- Богданка — деревня
- Болшнево — деревня
- Большие Бывалищи — деревня
- Большое Ильинское — деревня
- Большое Лисицыно — деревня
- Большое Лопаткино — деревня
- Большое Мельничное — деревня
- Борисовское — деревня
- Бородино — деревня
- Бороушка — деревня
- Борушка — деревня
- Бровцино — деревня
- Бронники — деревня
- Будьково — деревня
- Буланово — деревня
- Бурмасово — деревня
- Бурцево — деревня
- Бурцево — деревня
- Бутаки — деревня
- Быльцыно — деревня

## В
- Вальцово — деревня
- Варварино — деревня
- Варгуново — деревня
- Василево — село
- Василево — деревня
- Васильево — деревня
- Васильки — деревня
- Васильцево — деревня
- Вахутино — деревня
- Вдуля — деревня
- Веска — деревня
- Владычня — деревня
- Воздвиженское — село
- Володинское — деревня
- Воробьево — деревня
- Ворожино — деревня
- Вороново — деревня
- Воронцово — деревня
- Ворошилово — деревня
- Воскресенское — деревня
- Воскресенское — село
- Вотчицево — деревня
- Выдры — деревня
- Выползово — деревня
- Высоково — деревня
- Высоково — деревня
- Высоково — деревня
- Вякирево — деревня
- Вяльково — деревня

## Г
- Гаврилово — деревня
- Гвоздево — деревня
- Глазово — деревня
- Глухово — деревня
- Гнездилово — деревня
- Головизино — деревня
- Головино — деревня
- Головково — деревня
- Горбово — деревня
- Горбово — деревня
- Горки — деревня
- Горки — деревня
- Горки — село
- Горки Каменские — деревня
- Городищи — деревня
- Городищи — деревня
- Горушки — деревня
- Горячкино — деревня
- Гребенево — деревня
- Грибаново — деревня
- Григорково — деревня
- Гридино — деревня
- Гридино — деревня
- Губачево — деревня
- Губино — деревня

## Д
- Демьяны — деревня
- Деньгино — деревня
- Деревеньки — деревня
- Деревеньки — деревня
- Держилово — деревня
- Дерябино — деревня
- Дивная Гора — село
- Дигишево — деревня
- Добрилово — деревня
- Добросилово — деревня
- Догадино — деревня
- Донцово — деревня
- Дор — деревня
- Дуброво — деревня
- Дуброво — деревня
- Дуброво — село
- Дуново — деревня
- Дуравино — деревня
- Дурасово — деревня
- Дягилево — деревня
- Дядьково — деревня

## Е
- Егорьевское — деревня
- Епихарка — деревня
- Еремейцево — деревня
- Ермолово — деревня
- Еросимово — деревня
- Ершово — деревня
- Есипово — деревня
- Ескино — деревня
- Ефремово — село

## Ж
- Жабня — деревня
- Жаворонки — деревня
- Жары — деревня
- Желтино — деревня
- Житово — деревня

## З
- Забелино — деревня
- Заболотье — деревня
- Загайново — деревня
- Займищи — деревня
- Закхеино — деревня
- Замыслово — деревня
- Заозерье — село
- Запасово — деревня
- Заречье — деревня
- Заручье — деревня
- Заручье — деревня
- Зелёная Роща — посёлок
- Земнево — деревня
- Зимницы — деревня
- Знаменское — деревня
- Знатново — деревня
- Золоторучье — село
- Зубаревка — деревня
- Зубково — деревня

## И
- Иванисово — деревня
- Иванищи — деревня
- Иванково — село
- Иваново — деревня
- Ивановское — деревня
- Ивановское — деревня
- Иванцево — деревня
- Иванцево — деревня
- Ивачево — деревня
- Ивашево — деревня
- Ивашково — деревня
- Илино — деревня
- Ильинское — село
- Ильинское — деревня
- Инарево — деревня
- Инархово — деревня
- Инобожь — деревня

## К
- Кабаново — деревня
- Каблуково — деревня
- Кайлово — деревня
- Калиновка — деревня
- Камышево — деревня
- Каравайцево — деревня
- Карповская — деревня
- Катлышкино — деревня
- Катунино — деревня
- Катышево — деревня
- Каюрово — деревня
- Клементьево — село
- Климатино — село
- Клясово — деревня
- Княжево — деревня
- Ковшово — деревня
- Козлицы — деревня
- Кокаево — деревня
- Кононово — деревня
- Кононцево — деревня
- Константиново — деревня
- Коншино — деревня
- Коприно — деревня
- Копылово — деревня
- Корбово — деревня
- Коржево — деревня
- Кормолино — деревня
- Коростелево — деревня
- Костево — деревня
- Костяново — деревня
- Котово — деревня
- Кочнево — деревня
- Кошелица — деревня
- Крайново — деревня
- Красная Горка — деревня
- Красногорье — посёлок
- Красное — село
- Красное — село
- Красны — деревня
- Кривцово — деревня
- Кривцово — деревня
- Кривцово — деревня
- Кривцы — деревня
- Криушино — деревня
- Крутовражье — деревня
- Кузнецово — деревня
- Кукишково — деревня
- Кулиги — деревня
- Куначево — деревня
- Кунино — деревня
- Курениново — деревня
- Курышино — село

## Л
- Лаптево — деревня
- Ларюково — деревня
- Левайцево — деревня
- Леонтьево — деревня
- Лесничество — посёлок
- Лисьи Ямы — деревня
- Литвиново — деревня
- Ложкино — деревня
- Ложкино — деревня
- Лопатино — деревня
- Лопаткино — деревня
- Лукьяново — деревня
- Лучкино — деревня
- Лядихово — деревня

## М
- Маймеры — деревня
- Макарово — деревня
- Макарово — деревня
- Маклаково — деревня
- Малая Дубрава — деревня
- Малое Ильинское — деревня
- Малое Лопаткино — деревня
- Малое Мельничное — деревня
- Манушкино — деревня
- Марьино — деревня
- Масальское — село
- Матвеевка — деревня
- Медлево — деревня
- Мелентьево — деревня
- Мелехово — деревня
- Мертвигино — деревня
- Метево — деревня
- Милодино — деревня
- Мильцево — деревня
- Миснево — деревня
- Михалево — деревня
- Михеево — деревня
- Могильцы — деревня
- Модявино — деревня
- Мокрово — деревня
- Монарево — деревня
- Монарево — деревня
- Монастырская — деревня
- Морозово — деревня
- Мосеевское — деревня
- Муравьево — деревня
- Мухино — деревня
- Мякишево — деревня

## Н
- Налуцкое — деревня
- Наумовка — деревня
- Негодяйка — деревня
- Нестерово — деревня
- Нестерово — деревня
- Нетки — деревня
- Нефедьево — село
- Нефедьево — село
- Нефтино — деревня
- Никиткино — деревня
- Никиткино — деревня
- Никифорица — деревня
- Никольское — село
- Николякино — деревня
- Нинорово — деревня
- Новая — деревня
- Новинки — деревня
- Новинки — деревня
- Ново — деревня
- Новое — деревня
- Новое Алексино — деревня
- Новое Село — деревня
- Новоселка — деревня
- Новоселки — деревня

## О
- Овинищи (Никольские) — деревня
- Овинищи (Пригородные) — деревня
- Овинцево — деревня
- Озорнино — деревня
- Оксово — деревня
- Олифники — деревня
- Опухово — деревня
- Ордино — село
- Орешково — деревня
- Осеево — деревня
- Осеево — деревня
- Осиновка — деревня
- Остапково — деревня
- Отрадный — посёлок
- Отрубнево — деревня
- Ошалаево — деревня

## П
- Павловское — село
- Павлоково — деревня
- Пазухино — деревня
- Палы — деревня
- Панюшино — деревня
- Парово — деревня
- Партусово — посёлок
- Парфеново — деревня
- Патрикеево — деревня
- Петраково — деревня
- Петрищево — деревня
- Петрово — деревня
- Петряевка — деревня
- Петряево — деревня
- Петухово — деревня
- Печкино — деревня
- Платуново — деревня
- Платуново — деревня
- Плещеево — деревня
- Плишки — деревня
- Плоски — деревня
- Плюснино — деревня
- Погорелка — деревня
- Подберезье — деревня
- Подол — деревня
- Подол — деревня
- Подольцы — деревня
- Подсосенье — деревня
- Поймашь — деревня
- Покровские Горки — деревня
- Покровское — село
- Полеткино — деревня
- Полино — деревня
- Полозово — деревня
- Полуборка — деревня
- Полушкино — деревня
- Пономарицы — деревня
- Поповичево — деревня
- Поповичи — деревня
- Поповка — деревня
- Поповка — деревня
- Поповское — деревня
- Порошниково — деревня
- Потопчино — деревня
- Поцелуево — деревня
- Поярки — деревня
- Прилуки — село
- Проплино — деревня
- Противье — деревня
- Прямиково — деревня
- Пудово — деревня
- Пулохня — деревня
- Путчино — деревня

## Р
- Радищево — село
- Ратилово — деревня
- Ратманово — деревня
- Ревякино — деревня
- Резанино — деревня
- Ременино — деревня
- Родионово — деревня
- Родичево — деревня
- Ростовцево — деревня
- Ростовцево — деревня
- Рычково — деревня

## С
- Савельево — деревня
- Савино — деревня
- Савинское — деревня
- Сазониха — деревня
- Сальково — деревня
- Сверчково — деревня
- Селезенцево — деревня
- Селеменево — деревня
- Селиваново — деревня
- Селино — деревня
- Сельцо — деревня
- Сельцы — деревня
- Селюхино — деревня
- Семенково — деревня
- Семенково — деревня
- Семенково — деревня
- Семенцево — деревня
- Сергиевское — село
- Серебряникова Дача — хутор
- Симаница — деревня
- Скоково — деревня
- Скорбежево — деревня
- Слобода — деревня
- Слобода — деревня
- Слободищи — деревня
- Сосновый — посёлок
- Спасское — деревня
- Спасское — село
- Спирково — деревня
- Станки — деревня
- Становище — деревня
- Станы — село
- Старо-Алексино — село
- Старо-Раево — село
- Старово — село
- Степаново — деревня
- Стройково — деревня
- Струково — деревня
- Струмыньи — деревня
- Судилово — деревня
- Сумы — деревня
- Суслово — деревня
- Сысоево — деревня

## Т
- Тараканово — деревня
- Текленево — деревня
- Текусеино — деревня
- Теренькино — деревня
- Теренькино — деревня
- Терпенка — деревня
- Терютино — деревня
- Толстиково — деревня
- Топорино — деревня
- Третьяковка — деревня
- Троицкое — село
- Трухино — деревня
- Турково — деревня
- Тчаново — деревня
- Тяпигино — деревня

## У
- Углич — город
- Угловка — деревня
- Угловка — деревня
- Угрюмово — деревня
- Улейма — село
- Ульянкино — деревня
- Ульяново — деревня
- Ураково — деревня
- Усолово — деревня
- Ушаково — деревня

## Ф
- Фалелеево — деревня
- Фалюково — деревня
- Федорково — деревня
- Федотово — деревня
- Федяково — деревня
- Фетеево — деревня
- Филиппово — деревня
- Фоминка — деревня
- Фоминское — деревня

## Х
- Хамино — деревня
- Харапугино — деревня
- Харапушки — деревня
- Харилово — деревня
- Харитоново — деревня
- Харлово — деревня
- Хлудово — деревня
- Хмельники — деревня
- Хомерово — деревня
- Хомутово — деревня
- Хомяково — деревня
- Хохлово — деревня
- Хребтово — деревня
- Хуторы — деревня

## Ц
- Цибеево — деревня
- Цибино — деревня
- Цилино — деревня

## Ч
- Чаданово — деревня
- Челганово — деревня
- Черепенино — деревня
- Черкасово — деревня
- Черницыно — деревня
- Черновка — деревня
- Черногрязка — деревня
- Чёрные — деревня
- Чернятино — деревня
- Чернятино — деревня
- Чириково — деревня
- Чубуково — деревня
- Чурилово — деревня
- Чурьяково — село

## Ш
- Шастово — деревня
- Шатеево — деревня
- Шевердино — деревня
- Шеино — деревня
- Шемякино — деревня
- Шепелево — хутор
- Шипилово — деревня
- Широбоково — деревня
- Широканово — деревня
- Шишкино — деревня
- Шубино — деревня
- Шубино — деревня

## Щ
- Щелинка — деревня
- Щербово — деревня
- Щипнево — деревня
- Щукино — деревня

## Ю
- Юрино — деревня
- Юркино — деревня
- Юрчаково — деревня
- Юрьево — деревня
- Юсово — деревня

## Я
- Яковлево — деревня
- Яковлевское — деревня
- Яковлевское — деревня
- Якутино — деревня
- Ямышовка — деревня
- Ясково — деревня
- Ясюнино — деревня